# Torymus frumenti
Torymus frumenti is een vliesvleugelig insect uit de familie Torymidae. De wetenschappelijke naam is voor het eerst geldig gepubliceerd in 1799 door Dumont-Courset.